# Багдадска батерија
Багдадска батерија је име предмета који су археолози ископали на територији некадашње Месопотамије, у једном селу у близини Багдада, 1936. године. Ови предмети су привукли већу пажњу када их је директор Националног музеја Ирака, Вилхелм Кениг, пронашао у колекцији музеја. 1940. године он је објавио рад у коме је написао да ови предмети имају исту функцију као галванске ћелије, тј. да су служиле за превлачење сребрних предмета златом. Ова чињеница у науци још увек има статус хипотезе. Ако се покаже као истинита, онда ће Багдадска батерија предњачити открићу Алесандра Волте, који је 1800. године открио електрохемијску ћелију, за више од једног миленијума.

## Изглед и временско порекло
Ови предмети се састоје од око 130mm дугачких бочица од печене глине, које на врху имају рупу пречника 3-4cm, у себи садрже бакарни цилиндар који је направљен од бакарних листића, у коме се налази један гвоздени штапић. На врху је тај штапић изолован од бакра са асфалтним запушачем, и штапић и цилиндар се уклапају у отвор бочице који има конкаван облик (сферно удубљен). Бакарни цилиндар није непропустљив, тако да када се бочица напуни течношћу, она ће да окружује и гвоздени штапић. Пронађена реликвија била је подложна утицају времена и корозије, али остало је присуство електрохемијског пара. Ово је неке стручњаке довело до закључка да је као електролит коришћен неки кисели агенс, сок од лимуна или грожђа или сирће.
Кениг је сматрао да ови предмети потичу из персијанског периода (250-224. године п. н. е.). Међутим, постоје основане претпоставке да потичу из периода Сасанидског царства (224-640. године н. е.), с обзиром на стил грнчарије из тог времена.

## Могуће функције

### Електричне
Бакар и гвожђе формирају електрохемијски пар, тако да у присуству електролита између њих настаје разлика потенцијала (напон). Кениг је посматрао неколико предмета од сребра који су били прекривени танким слојевима злата, и претпоставио је да је то учињено помоћу галванизације, са Багдадском батеријом. Након Другог светског рата, Вилард Греј успео је да произведе струју са реконструисаном батеријом која је била напуњена соком од грожђа. Данас, многи мисле да су предмети за које је Кениг мислио да су позлаћени електричним путем, у ствари позлаћени уз помоћ ватре и живе. Изведени су експерименти у којима је уз помоћ низа реконструисаних батерија напуњених чак и бољим електролитом него сирћетом (са њим је батерија врло слаба), постигнуто да се добије само један слој дебео свега један микрометар. 
Још једно могуће објашњење дао Паул Кејсер. Он је рекао да је могуће да је, свештеник или видар, док је мешао течност на бази сирћета, уз помоћ гвоздене спатуле у бакарном суду, осетио трзај због електрицитета, и тај ефекат користио или за електро-акупунктуру или за наелектрисавање металних статуа. На Дискавери каналу била је емисија у којој је закључено да је било заиста могуће да су Багдадске батерије коришћене за позлаћивање или стимулацију електрошоком.. Међутим, батерије које су они реконструисали нису производиле довољну количину енергије и морале су да се вежу серијски (редно) да би се добио већи напон и да би се проверила теорија.

### Неелектричне
Археолози су скептични када су изведени експерименти у питању. Они тврде да су ти експерименти доказали само физичке предиспозиције Багдадске батерије, а нису утврдили да ли су стварно коришћене као електрични извори. Постоје и проблеми у изгледу предмета који наводе на сумњу да је то била батерија. Алфалт у потпуности прекрива бакарни цилиндар, тако да ниједна електрична стрија не може да се „извуче“ без мењања дизајна. Нису пронађене никакве жице ни проводници заједно са предметом, нити било каква електрична опрема. Алфалтни затварач херметички затвара бочицу, што није добро за галванску ћелију, јер тако електролит није могао да се допуњава (то није проблем ако се батерија не користи на дуже време). Неки сматрају да ови артефакти личе на једне којима је позната сврха – боце за чување свитака папируса или пергамента, које су пронађене близу Селеусије на Тигру. Ове бочице немају глинену облогу, али су иначе скоро идентичне.

## Тумачење Багдадске батерије као електричног уређаја
Чак и ако прихватимо да је имала електрична својства, то не значи да су народи који су је користили имали било каква знања о електричним појавама. Тако, на пример, Талес из Милета је знао за појаву статичког електрицитета при трљању ћилибарске шипке крзном, али, наравно, он није имао никакво теоријско знање о томе. Ако би се користила за било какво снабдевање електричном енергијом, била би неупоредиво слабија него данашњи извори енергије. Луиђи Галвани је 1780. добио експериментима један електрохемијски извор, а 20 година касније Алесандро Волта је извео одређене теоријске закључке и направио ефикасан извор, Волтин елемент, који је производио 30V сталне струје уз помоћ уређаја који су били много већи од багдадских реликвија. Две – три године након тога Сер Хемфри Дејви је искористио Волтине елементе да би добио напон од 1000V, који је био довољан да омогући рад гасне лампе.
У 29. епизоди ТВ серије „Разоткривање митова“ (енгл. MythBusters), десет глинених боца је постављено као батерије. Сок лимуна је изабран као електролит који ће да помогне успостављању напона између бакра и гвожђа (откривено је да један једини лимун производи већи напон него једна батерија). Када су све батерије редно повезане, давале су напон од 4 V. Тако да, главно питање је – Чему служе уопште ове „батерије“? Учесници су предложили три могућа одговора: галванизација (позлаћивање), олакшавање болова (преко акупунктуре), или као религијско искуство. Откривено је да редно везане, ове батерије заиста могу да позлате једну плочицу. У акупунктури, једна игла ствара осећај пецкања, али већ две игле стварале су болни горећи осећај. Да би се проверио религијски аспект, направљена је копија Ковчега Завета из Библије који на себи има два херувима. Уместо слабијих батерија, за златна крила херувима закачен је електрични генератор. При додиру, крила стварају јак осећај стегнустости у грудима. Без обзира што нису користили слабе батерије, дошло се до закључка да, с обзиром на недостатак знања о електрицитету, било каквом електричном стимулансу би сигурно била приписивана божанска својства. Тако да, било је могуће да се батерија користи на сва три предложена начина, питање је да ли је стварно било тако.